# Računalniško podprto prevajanje
Računalniško podprto prevajanje (angleško computer-assisted translation –  CAT) v širšem smislu zajema vse programe, s katerimi si prevajalec olajša delo. Med njih sodijo elektronski eno- ali večjezični slovarji, črkovalniki, tezavri, itd. V ožjem smislu mislimo z računalniško podprtim prevajanjem predvsem na terminološke baze in pomnilnike prevodov.

## Razlika med strojnim in računalniško podprtim prevajanjem
Za razliko od strojnih prevajalnikov, CAT-programi ne prevajajo samostojno, pač pa so le v pomoč prevajalcu, da opravi delo hitreje in z manj napakami. Nekateri dražji programi za računalniško podprto prevajanje so opremljeni tudi s strojnimi prevajalniki, vendar ne podpirajo slovenskega jezika, zato so za naš trg manj relevantni.

## Različne oblike računalniško podprtega prevajanja
Računalniško podprto prevajanje je zelo širok pojem, ki zajema veliko različnih digitalnih pripomočkov, s katerimi si lahko prevajalec pomaga:
- Črkovalniki so navadno že del urejevalnika besedil, lahko so pa tudi samostojni programi, kot je to Amebis Besana.
- Programi za preverjanje slovnice
- Elektronski slovarji na spletu ali CD-ROM-u.
- Konkordančniki so iskalniki, ki se uporabljajo za iskanje besed in fraz po korpusih ali pomnilnikih prevodov.
- Paralelna besedila so besedila v ciljnem jeziku, ki imajo podobno tematiko kot izvirno besedilo. Prevajalec iz njih črpa ustrezne fraze in terminologijo.
- Korpusi so velike strukturirane zbirke besedil.
- Strojni prevajalniki, ki iščejo le popolne zadetke, nejasnosti pa razrešuje prevajalec. Nekateri to obliko prevajanja imenujejo človeško podprto strojno prevajanje.

V ožjem pomenu se računalniško podprto prevajanje nanaša na prevajalska namizja, ki so sestavljena vsaj iz:
- urejevalnika terminoloških baz, ki prevajacu omogočajo, da si ustvari glosar v elektronski obliki, in
- pomnilnike prevodov, ki temeljijo na podatkovni zbirki dvo- ali večjezilnih prevodnih enot, ki so prevajalcu med prevajanjem hitro in avtomatično dosegljive.

Večina prevajalskih namizij je opremljena še z vzporejevalnikom, ki omogoča izdelavo pomnilnika prevodov iz izvirnika in prevedenega besedila